# Gnamptogenys dammermani
Gnamptogenys dammermani é uma espécie de formiga do gênero Gnamptogenys.